# Listă de scriitori de limbă germană/V
| Vezi: Va Ve Vi Vl Vo - Voi Vol - Voz Vr Vu |

## Va
- Emile Mario Vacano (1840–1892)
- Joachim Vadianus, de fapt Joachim von Watt (1484–1551)
- Helmut Vakily (n. 1938)
- Aline Valangin (1889–1986)
- Günter Vallaster (n. 1968)
- Hannelore Valencak (1929–2004)
- Karl Valentin, de fapt Valentin Ludwig Fey (1882–1948)
- Thomas Valentin (1922–1980)
- Philipp Vandenberg (n. 1941)
- Birgit Vanderbeke (n. 1956)
- Karl Vanselow (1876–1959)
- Karl August Varnhagen von Ense (1785–1858)
- Rahel Varnhagen (1771–1833)

## Ve
- Siegfried von Vegesack (1888–1974)
- Karl Veken (1904–1971)
- Barbara Veit (n. 1947)
- Carl Franz van der Velde (1779–1824)
- Johanna Vellhorn (1881–1968)
- Anke Velmeke (n. 1963)
- Dorothee von Velsen (1883–1970)
- Hans Venatier (1903–1959)
- Regula Venske (n. 1955)
- Karl Heinrich Georg Venturini (1771–1849)
- Andreas Venzke (n. 1961)
- Ludwig Verbeek (n. 1938)
- Willy Verkauf alias André Verlon (1917–1994)
- August Verleger (1883–1951)
- Wilhelm Vernekohl (1901–1967)
- Wilhelm Vershofen (1878–1960)
- Bernward Vesper (1938–1971)
- Elke Vesper (n. 1949)
- Guntram Vesper (n. 1941)
- Reinhold Vesper
- Will Vesper (1882–1962)
- Aglaja Veteranyi (1962–2002)
- Florian Vetsch (n. 1960)
- Jakob Vetsch (1879–1942)
- Jakob Vetsch (n. 1954)
- Conrad Vetter (1548–1622)

## Vi
- Walter Victor (1895–1971)
- Fred Viebahn (n. 1947)
- Clara Viebig (1860–1952)
- Josef S. Viera, de fapt Josef Sebastian Vierasegerer (1890–1970)
- Berthold Viertel (1885–1953)
- Martin Viertel (1925–2005)
- Dolores Viesèr (1904–2002)
- Egon Vietta (1903–1959)
- Diego Viga, de fapt Paul Engel (1907–1997)
- Jean Villain, de fapt Marcel Brun (1928–2006)
- Alexander von Villers (1812–1880)
- Hermine Villinger (1849–1917)
- Friedrich Theodor Vischer (1807–1887)
- Melchior Vischer  (1895–1975)

## Vl
- Ernst Vlcek (1941–2008)
- Hermann van Vloten  (1874–1944)

## Vo - Voi
- Benno Voelkner (1900–1974)
- Alois Vogel (1922–2005)
- Bruno Vogel (1898–1987)
- Johannes Vogel (scriitor)  (1895–1962)
- Nikolai Vogel (n. 1971)
- Theodor Vogel (scriitor)  (1901–1977)
- Thomas Vogel (scriitor) (n. 1947)
- Johann Nepomuk Vogl (1802–1866)
- Walter Vogl (1958)
- Josef Vogler  (1876–?)
- Max Vogler (1854–1889)
- Karl Anton Vogt, pesudonim Konrad Vauth  (1899–1951)
- Walter Vogt (1927–1988)
- Adolf Vögtlin (1861–1947)
- Bernhard Voigt (1878–?)
- Christian Friedrich Traugott Voigt  (1770–1814)
- Hans Henning von Voigt, pseudonim Alastair (1887–1969)
- Karl Heinz Voigt  (1900–?)
- Lene Voigt (1891–1962)
- Helene Voigt-Diederichs (1875–1961)
- Friedrich Voigts  (1792–1861)

## Vol - Voz
- Lu Volbehr (1871–1945)
- Herbert Volck (1894–1944)
- Wilhelm Volk  (1804–1869)
- Ulrich Völkel  (n. 1940)
- Jean Völker-Kabausche (1885–1970)
- Friedrich Völklein (1880–1960)
- Winfried Völlger (n. 1947)
- Walter Vollmer (1903–1965)
- Karl Gustav Vollmoeller (1878–1948)
- William Voltz (1938–1984)
- Thomas Vömel (n. 1968)
- Max Vorberg  (1838–1900)
- Heinrich Vormweg (1928–2004)
- Dietrich Vorwerk (1870–1942)
- Harry Vosberg  (1875–1945)
- Ada von Voß  (1884–1941)
- Christian Daniel Voß  (1761–1821)
- Johann Heinrich Voß (1751–1826)
- Julius von Voß (1768–1832)
- Richard Voß (1851–1918)
- Willi Voss, de fapt Willi Pohl (1944)

## Vr
- Katrin de Vries (n. 1959)
- Georg von der Vring (1889–1968)

## Vu
- John Friedrich Vuilleumier (1893–1976)
- Peter Vujica, pseudonim: Peter Daniel Wolfkind (1937)
- Christian August Vulpius (1762–1827)